# Waterroodstaart
De waterroodstaart (Phoenicurus fuliginosus synoniem: Rhyacornis fuliginosa ) is een zangvogel uit de familie Muscicapidae.

## Kenmerken
De vogel is 12 tot 13 cm en weegt 13 tot 23 gram. Het mannetje is leikleurig blauwgrijs, met een kastanjekleurige staart en anaalstreek, verder een zwarte snavel en vleeskleurige poten. Het vrouwtje is leigrijs van boven met twee dunne vleugelstrepen, een witte stuit en een zwarte staart. De borst en buik zijn gestreept in een soort schubbenpatroon.

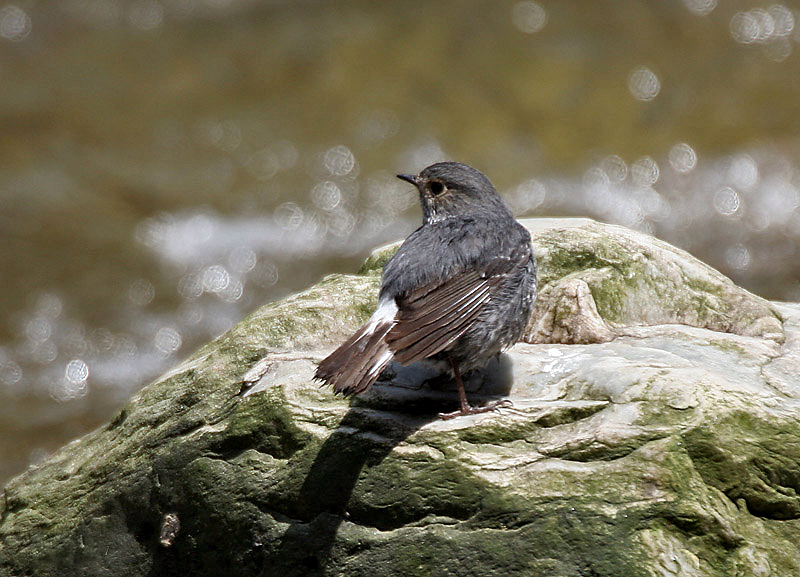
Vrouwtje waterroodstaart

## Verspreiding en leefgebied
Deze soort komt voor in Azië. Er zijn twee ondersoorten:
- P. a. fuliginosus (Oost-Afghanistan tot in het noorden en oosten van China verder Indochina en Noordwest Thailand)
- P. a. affinis (Taiwan)

Het leefgebied bestaat uit de stenige oevers van beken en rivieren in berggebieden. Soms ook te vinden in beekgeleidend bos. Komt in de Himalaya voor tussen de 1000 en 4000 m boven de zeespiegel, in China tussen de 1200 en 3600 m en op Taiwan tussen de 600 en 2000 m. De vogel verblijft 's winters op lagere hoogten.

## Status
De grootte van de populatie is niet gekwantificeerd. Men veronderstelt dat de soort in aantal stabiel is. Om deze redenen staat de waterroodstaart als niet bedreigd op de Rode Lijst van de IUCN.